# Bathycongrus unimaculatus
Bathycongrus unimaculatus és una espècie de peix pertanyent a la família dels còngrids.

## Descripció
- Pot arribar a fer 28,3 cm de llargària màxima.[4]

## Hàbitat
És un peix marí, bentopelàgic i de clima tropical (22°S-23°S, 167°E-168°E) que viu entre 430 i 450 m de fondària.

## Distribució geogràfica
Es troba a Nova Caledònia.

## Observacions
És inofensiu per als humans.